# Sterrhochaeta antennata
Sterrhochaeta antennata är en fjärilsart som beskrevs av W. Warren 1906. Sterrhochaeta antennata ingår i släktet Sterrhochaeta och familjen mätare. Inga underarter finns listade i Catalogue of Life.